# 코로나19의 유람선 감염
다음은 코로나바이러스감염증-19의 유람선 감염 사례에 관한 설명이다.

## 월드 드림
월드 드림은 드림 크루즈가 운영하는 유람선이다.
2020년 1월 19일부터 24일까지 월드 드림에 타고 있던 3명의 중국인이 하선 후 코로나바이러스에 감염 판정을 받았다. 2월 4일, 타이완의 가오슝시에서 선상 승객의 하선 거부를 하였으며, 5일 홍콩에 귀항하여 선박의 승무원 및 승객 약 3,800명 전원이 선내에서 검역을 받게 되었고 고립되었다.
2020년 2월 9일, 약 1,800명의 승객이 바이러스 검사에서 음성 판정이 나왔기 때문에 하선이 인정되었다. 1월 19일부터 24일까지 배에 있던 감염된 중국인 승객과 접촉하지 않았기 때문에 대부분의 승객은 검사를 받지 않았다.

## 그랜드 프린세스
2020년 2월 11일 그랜드 프린세스가 미국의 샌프란시스코를 출발 해 2월 21일까지 샌프란시스코 - 멕시코 엔세나다 - 샌프란시스코로 운항했다. 그 후, 해당 선박은 다시 샌프란시스코를 출발하여 샌프란시스코 - 하와이로 운항했다. 21명의 감염자가 확인되면서 해당 선박은 하와이에서 샌프란시스코로 회항하였지만, 미국 당국이 기항을 거부했기 때문에 캘리포니아의 해안을 순항했다.
2월 11일부터 21일 유람선에 승선한 캘리포니아주 플레이서군에 거주하는 1명, 캘리포니아주 소노마군에 거주하는 1명이 3월 초에 감염이 확인되었으며, 플레이서군에 거주하는 71세 남성은 3월 4일 사망했다. 엔세나다에서 하선 후 비행기로 하와이주 오아후섬으로 돌아간 1명, 캐나다 온타리오주 미시소거에 거주하는 60대 부부 등 많은 하선 고객의 감염이 확인되었다. 또한, 멕시코 크루즈 승객 중 62명은 하와이 크루즈에 참여했다.
3월 5일, 승선 객 정보에 따르면 일부 검사 키트는 오전 11시경 해안 경비대 헬리콥터를 통해 선내에 이송하였다. 약 100명에 대한 1차 검사 결과 21명의 승객 승무원 신종 코로나 바이러스 양성 반응이 나왔다.

## MS 리버 아누켓
3월 6일 이집트 보건부와 세계보건기구는 12가지 코로나바이러스 감염 사례를 확인했다. 감염된 사람들은 아스완에서 룩소르까지 여행하는 MS 리버 아누켓 또는 아사라라고 불리는 나일강 유람선에 탑승한 이집트 직원들 중 하나였다. 코로나바이러스 양성 반응을 보인 모든 사람들은 무증상이였다. 진단에 따르면 이 바이러스는 배를 탄 타이완계 미국인 여성 관광객에게서 퍼졌다.
2020년 3월 7일, 보건 당국은 탑승한 45명이 확진 판정을 받았으며, 룩소르의 부두에서 배를 격리했다고 발표했다.

## MS 브레이마
2020년 3월 13일, MS 브레이마에 탑습한 5명의 승객이 양성 반응을 보였다. 그 결과 배는 목적지인 바하마로의 입국이 거부되었다.
신트마르턴 또한 승객들이 비행기를 탈 수 있게 해달라는 크루즈의 요청을 거부했다.
결국 쿠바에서 하선하였으며, 모든 승객은 영국으로 대피되었다.

## 같이 보기
- USS 시어도어 루스벨트의 코로나19 범유행
- 북아메리카의 코로나19 범유행
- 오세아니아의 코로나19 범유행